# 黃仁濟
黃仁濟，湖南省長沙府善化縣（今湖南省長沙市），清朝政治人物、進士出身。
光緒五年，捐納郎中分部行走。光緒十四年，署廣西平樂府知府；光緒十五年，改署桂林府知府。光緒十六年，任泗城府知府。光緒十七年，署思恩府知府。光緒十九年，任廣西右江道。光緒二十八年，升任廣西按察使。光緒二十八年，任廣西鹽法道。